# Сускин, Владимир Иванович
Владимир Иванович Сускин — советский хозяйственный, государственный и политический деятель.

## Биография
Родился в 1931 году. Член КПСС.
С 1953 года — на хозяйственной, общественной и политической работе. В 1953—1990 гг. — инженер-гидротехник на оросительных системах Кашкадарьинской области, партийный работник в Кашкадарьинской области, секретарь Кашкадарьинского обкома КПСС, заведующий отделом водного хозяйства ЦК КП Узбекистана, председатель Кашкадарьинского облисполкома.
Избирался депутатом Верховного Совета Узбекской ССР 11-го созыва.
Жил в Узбекистане.

## Награды и звания
- орден Октябрьской Революции (13.03.1981)
- орден Трудового Красного Знамени (27.12.1976)
- орден «Знак Почёта» (25.08.1971[5], 10.12.1973)